# دانه‌های گندم
دانه‌های گندم فیلمی به کارگردانی  و نویسندگی حسن رفیعی ساختهٔ سال ۱۳۵۹ است.

## بازیگران
- عنایت‌الله بخشی
- مجید مظفری‌افشار
- سروش خلیلی
- منیژه آرا
- پریدخت اقبال‌پور
- حسن رضایی
- محمود شهیدی‌انوری
- محمدرضا حقگو
- کامران باختر
- هادی مقدم
- بهروز تهرانیان
- سامی تحصنی
- حسن رفیعی